# Mitsuaki Iwagō
Mitsuaki Iwagō (岩合 光昭, Iwagō Mitsuaki, né le 27 novembre 1950 à Tokyo) est un éminent photographe et réalisateur japonais de la nature,.

## Biographie
Il est le fils de Tokumitsu Iwagō, lui-même photographe animalier noté. Après avoir achevé ses études à l'université Hōsei, Iwago accompagne son père comme assistant aux îles Galápagos, où il décide de devenir photographe. Son album Letters from the Sea (海からの手紙), Umi kara no tegami) remporte le prix Ihei Kimura en 1979. Il est également le premier photographe japonais dont les travaux sont deux fois publiés en couverture du National Geographic (mai 1986 et décembre 1994). Il est à présent porte-parole pour Olympus Corporation.

## Publications
- Serengeti: Natural Order on the African Plain. Chronicle Books, 1987.  (ISBN 0-87701-441-8).
- In the Lion's Den. Chronicle Books, 1996.  (ISBN 0-8118-1203-0).
- Priceless: The Vanishing Beauty of a Fragile Planet, coauthored with Bradley Trevor Greive, Andrews McMeel, 2003.  (ISBN 0-7407-2695-1).
- Tabi yukeba neko (旅ゆけば猫?). Nihon Shuppansha, 2005.  (ISBN 4-89048-894-4).

## Filmographie
- 2019 : Neko to jiichan (ねことじいちゃん?)